# Fulica rufifrons
La gallareta escudete rojo, gallareta frente roja, gallareta frentirroja, focha de frente roja, focha frentirroja,  o tagua de frente roja (Fulica rufifrons, del latín rufi, "rojo" y frons, frente) es una especie de ave gruiforme de la familia Rallidae propia de Sudamérica: Brasil, Paraguay, Chile, Uruguay, Argentina y Perú.
No se conocen subespecies.

## Características
Su tamaño es intermedio entre Fulica leucoptera y Fulica armillata, con una longitud total de 47 cm.
Su coloración, como el de las otras gallaretas es cabeza y cuello negros, más intenso que el resto del cuerpo que es negruzco ceniciento, siendo algo más claro el pecho y abdomen. Las subcaudales laterales son blancas. Su escudete frontal es afinado, terminado en punta y de color rojo intenso oscuro; la parte superior del pico (culmen) hasta las fosas nasales y el maxilar inferior de este también es rojo. El resto del pico es amarillo fuerte. Patas amarillo verdosas. Iris rojo.

## Historia natural
Vive en bandadas de la especie o conjuntamente con otros congéneres como son Fulica armillata o Fulica leucoptera. La diferenciación con Fulica armillata es fácil, ya que posee un escudo frontal rojo sobre el pico, a diferencia del pico de Fulica armillata que es amarillo verdoso y con muy poco rojo en la comisura del pico.
Los nidos son similares a Fulica armillata, pero los huevos son diferentes, ya que los de Fulica rufifrons son ligeramente menores y de coloración grisácea clara en lugar de castaño claro.
Tanto esta especie como Fulica armillata son parasitadas por el pato de cabeza negra (Heteronetta atricapilla que deposita sus huevos en el nido para que las gallaretas los incuben.